# Métropole (colonialisme)
Pour les articles homonymes, voir Métropole (homonymie).

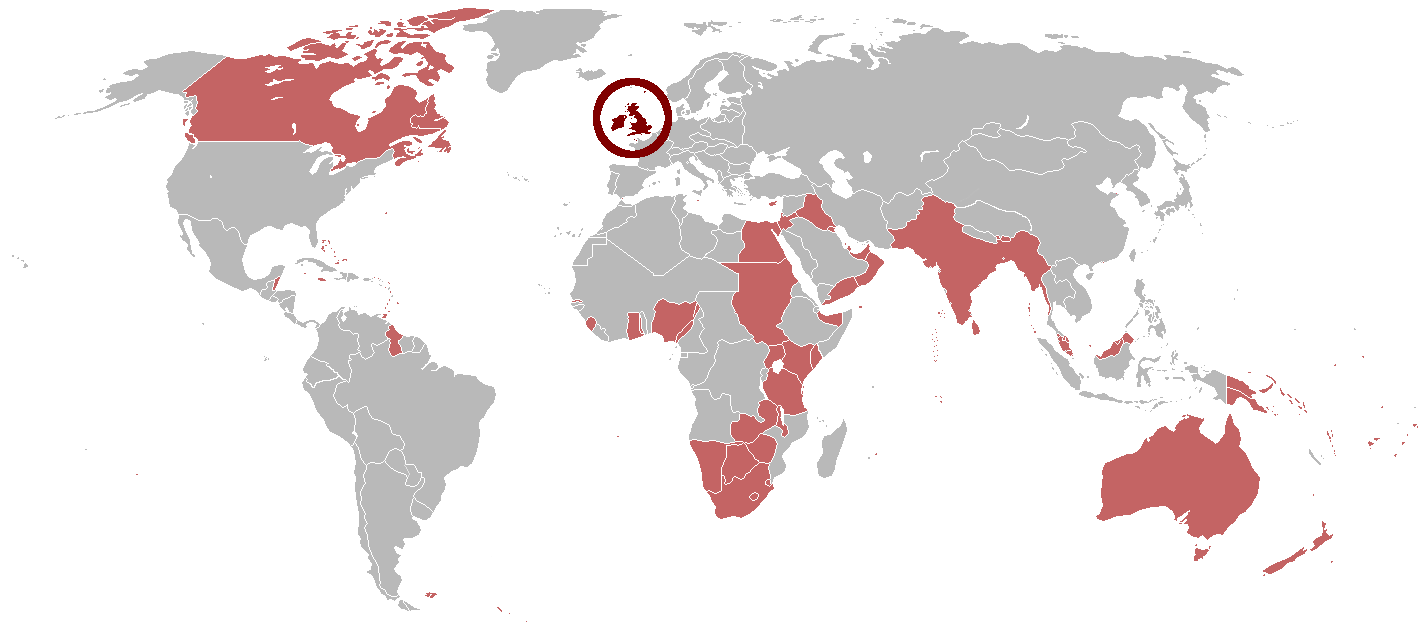
Exemple de métropole historique : l'Empire britannique et le Royaume-Uni qui en est la métropole.

La métropole est le territoire continental ou central de certains pays, par opposition aux territoires qui sont sous sa souveraineté à l'extérieur, notamment ses colonies. On parle par exemple de la France métropolitaine par opposition à la France d'outre-mer.